# Monster World IV
Monster World IV ist ein Jump ’n’ Run des japanischen Entwicklerstudios Weststone für das Sega Mega Drive. Es erschien am 1. April 1994 in Japan und ist das sechste Spiel in der Wonder-Boy-Reihe.

## Handlung
In der Geschichte schlüpft der Spieler in die Rolle von Wonderboys Schwester, einem jungen Mädchen namens Asha, die sich auf ein Abenteuer in die Monster World begibt, nachdem sie Geister im Wind flüstern hört. Diese Geister bitten sie um Hilfe und Asha beschließt, ihnen zu helfen. Während ihrer Reise adoptiert sie ein kleines Monster namens Pepelogoo.

## Spielprinzip
Das Spielprinzip von Monster World IV ist eine Mischung aus Action-Adventure-, Plattform- und Rollenspiel-Elementen, bei der der Spieler 2D-Landschaften in sieben unterschiedlichen Levels durchquert. Asha kämpft gegen eine Vielzahl von Monstern. Zu ihrer Unterstützung kann sie ihren Helfer Pepelogoo beschwören, um Bereiche zu erreichen, die für sie alleine unerreichbar wären. Pepelogoo kann Asha auch vor fallenden Steinen schützen.
Ausrüstungs-Upgrades werden in der Stadt gekauft. Rüstungen erhöhen ihre Lebensherzanzeige. Schilde erhöhen ihre Verteidigung und verleihen ihr Resistenzen gegen bestimmte Elemente wie Feuer oder Eis. Schwerter erhöhen je nach Schwert die Angriffswerte von Asha mit kritischen Effekten. Einige Gegenstände können nicht gekauft werden und müssen in den Tempeln und Höhlen gefunden werden. Goldbarren kann in der Stadt gegen Spielwährung eingetauscht werden. Im Spiel gibt 150 Lebenstropfen, die in den Levels versteckt sind. Wenn der Spieler zehn davon einsammelt, wird der Lebensanzeige ein blaues Lebensherz hinzugefügt.

## Veröffentlichung
Zunächst erschien das Spiel am 1. April 1994 in Japan für das Sega Mega Drive. Am 15. Januar 2008 erschien das Spiel als Virtual-Console-Titel für Wii, am 10. Mai 2012 via Xbox Live Arcade für Xbox 360 und ist seit dem 22. Mai 2012 auch für PlayStation 3 erhältlich.
Monster World IV war als eines von 42 Spielen auf dem Sega Mega Drive Mini enthalten. 2021 kam ein vollständiges 3D-Remake mit dem Titel Wonder Boy: Asha in Monster World heraus. Die Neuauflage weist neue 3D-Grafiken, Gameplay-Verbesserungen, neue Spielmodi sowie eine Sprachausgabe auf. Es wurde von Artdink für PlayStation 4, Nintendo Switch und Windows-PC entwickelt.

## Rezeption
Monster World wurde von den Kritikern gelobt. Nintendo Life gab dem Spiel 9 von 10 Punkten. Famitsu vergab eine Punktzahl von 27 aus 40.

„MW IV entfesselt ein Feuerwerk an Spielwitz und grandioser Spielbarkeit. Hübsche Hintergrundgrafiken, liebevoll gezeichnete Monstersprites und passende musikalische Rhythmen lassen das Spielerherz um zehn Takte höher schlagen.“